# 小鬚星衫魚
小鬚星衫魚（学名：Astronesthes micropogon）为輻鰭魚綱巨口鱼目巨口鱼科的其中一種。分布于大西洋海域，為深海魚類，棲息深度120-600公尺，體長可達8.2公分。

## 扩展阅读
維基物種上的相關：小鬚星衫魚